# Michał Wojnarowski
Michał Marek Wojnarowski (ur. 27 sierpnia 1971 roku w Warszawie) – polski tłumacz, tekściarz, autor przekładów piosenek filmowych i musicali, dialogista (również pod pseudonimem Artur Warski). Kierownik literacki Teatru Muzycznego Roma w Warszawie.
Ukończył XVII Liceum Ogólnokształcące im. Andrzeja Frycza Modrzewskiego w Warszawie i Państwową Średnią Szkołę Muzyczną im. J. Elsnera w Warszawie, a następnie filologię angielską na Uniwersytecie Warszawskim i podyplomowe Studium Menedżerskie w Szkole Głównej Handlowej w Warszawie. Przez wiele lat był dyrektorem kreatywnym w The Walt Disney Company. Od 2016 wykładowca na Uniwersytecie Muzycznym Fryderyka Chopina w Warszawie.
Za album z musicalu „Piloci”, do którego napisał teksty piosenek, otrzymał Złotą Płytę w roku 2018.
Członek Jury XVIII, XIX i XX Międzynarodowego Festiwalu Piosenki „Carpathia Festival” – w Rzeszowie.

## Teksty piosenek (tłumaczenia)
- 1950: Kopciuszek (dubbing 2012)
- 1964: Mary Poppins
- 1979: Wielka wyprawa Muppetów (dubbing 2020)
- 1981: Muppety na tropie
- 1993: Wesoły świat Richarda Scarry’ego
- 1999: Król i ja
- 2003: Chicago
- 2007: Baranek Shaun
- 2007: Zaczarowana
- 2008: Suite Life: Nie ma to jak statek
- 2008: Opowieści na dobranoc
- 2008: Stich!
- 2010: Zaplątani
- 2010: Ciekawski George: Małpiszon i Gwiazdka
- 2010: Akwalans
- 2011: Jake i piraci z Nibylandii
- 2011: Kubuś i przyjaciele
- 2011: Z kopyta
- 2011: Happy Feet: Tupot małych stóp 2
- 2011: Muppety
- 2012: Merida Waleczna
- 2012: Dzwoneczek i sekret magicznych skrzydeł
- 2012: Epic Mickey 2: Siła dwóch
- 2013: Turbo
- 2013: Kraina lodu
- 2014: Muppety: Poza prawem
- 2015: Kopciuszek
- 2016: Zwierzogród
- 2016: Księga dżungli
- 2016: Trolle
- 2016: Vaiana: Skarb oceanu
- 2017: Piękna i Bestia (wersja aktorska)
- 2017: Coco
- 2018: Mary Poppins powraca
- 2019: Toy Story 4
- 2020: Kraina Lodu 2
- 2022: Nasze magiczne Encanto
- 2022: Pinokio
- 2022: Rozczarowana
- 2023: Życzenie
- 2024: Wicked
- 2024: Mufasa: Król Lew
- 2025: Śnieżka

## Teksty piosenek (oryginalne)
- 2007: serial Tylko miłość
- 2011: serial Do dzwonka (sezon 2)
- 2012: serial Do dzwonka Cafe
- 2013: piosenki do komedii Petera Quiltera Następnego dnia rano – przedstawienie w Teatrze Capitol w Warszawie, premiera 10 czerwca 2013 r., reż. Cezary Morawski
- 2013: piosenki do przedstawienia Zimowa opowieść Williama Szekspira – spektakl dyplomowy studentów IV roku Akademii Teatralnej w Warszawie, Teatr Collegium Nobilium, premiera 29 października 2013 r., reż. Cezary Morawski
- 2017: teksty piosenek – musical Piloci – Teatr Muzyczny „Roma”, premiera 7 października 2017 r., libretto i reżyseria Wojciech Kępczyński

## Dialogi polskie (tłumaczenia)
- 1992–1994: Mała Syrenka – odc. 13, 19–20, 30
- 2008: Komisarz Rex
- 2010: Incepcja – wersja DVD
- 2010: Miasto złodziei – wersja DVD
- 2011: Rio
- 2011: Ballada o Nessie
- 2011: Franklin i przyjaciele – odc. 3–23, 27-52
- 2012: Hobbit: Niezwykła podróż
- 2013: Jack pogromca olbrzymów
- 2013: Krudowie
- 2013: Turbo
- 2013: Hobbit: Pustkowie Smauga
- 2013: Romeo i Julia
- 2014: Pan Peabody i Sherman
- 2014: Rio 2
- 2014: X-Men: Przeszłość, która nadejdzie
- 2014: Hobbit: Bitwa pięciu armii
- 2014: Pingwiny z Madagaskaru
- 2015: Gorączka lodu
- 2015: Dom
- 2015: Sekrety morza
- 2015: Fantastyczna czwórka
- 2016: Kung Fu Panda 3
- 2016: X-Men: Apocalypse
- 2016: Dzień Niepodległości: Odrodzenie
- 2016: Mój przyjaciel smok
- 2016: Biuro detektywistyczne Lassego i Mai. Stella Nostra
- 2017: Logan: Volverine
- 2017: Kapitan Majtas - pierwszy wielki film
- 2017: Liga sprawiedliwości
- 2018: Deadpool 2
- 2018: Wyszczekani
- 2018: Mroczne umysły
- 2018: Aquaman
- 2018: O psie, który wrócił do domu
- 2019: X-Men: Mroczna Phoenix
- 2019: Terminator: Mroczne przeznaczenie
- 2020: Wonder Woman: 84
- 2021: Liga sprawiedliwości Jacka Snydera
- 2022: Pinokio
- 2023: Aquaman i Zaginione Królestwo
- 2024: Deadpool i Wolverine
- 2025: Wicked

## Musicale i spektakle teatralne (tłumaczenia)
- Wesołe kumoszki – Teatr Rozrywki w Chorzowie, premiera 4 grudnia 2010 r., reż. Laco Adamik[8]
- Przebudzenie wiosny – Teatr Rozrywki w Chorzowie, premiera 29 kwietnia 2011 r., reż. Łukasz Kos[9], oraz Teatr Muzyczny w Gdyni, premiera 22 września 2012 r., reż. Krzysztof Gordon
- Gwiazda i ja (teksty piosenek) – Teatr Capitol w Warszawie, premiera 21 października 2012 r., reż. Cezary Morawski
- Our House – Teatr Rozrywki w Chorzowie, premiera 27 października 2012 r., reż. Michał Znaniecki[10]
- Billy Elliot (musical) – Teatr Rozrywki w Chorzowie, premiera 10 kwietnia 2015 r., reż. Michał Znaniecki[11]
- Doris Day – Sentymentalna podróż (musical) – Teatr Powszechny w Radomiu, premiera 31 grudnia 2015 r., reż. Zbigniew Rybka
- Pięć ostatnich lat (musical) – Teatr Muzyczny „Roma” w Warszawie, premiera 16 stycznia 2016 r., reż. Wojciech Kępczyński
- Kinky Boots (musical) – Teatr Dramatyczny w Warszawie, premiera 7 lipca 2017 r., reż. Ewelina Pietrowiak[12]
- Once (musical) – Teatr Muzyczny „Roma” w Warszawie, premiera 12 maja 2018 r., reż Wojciech Kępczyński
- Aida (musical) – Teatr Muzyczny „Roma” w Warszawie, premiera 26 października 2019 r., reż Wojciech Kępczyński
- Waitress (musical) – Teatr Muzyczny „Roma” w Warszawie, premiera 30 maja 2021 r., reż Wojciech Kępczyński
- We Will Rock You (musical) – Teatr Muzyczny „Roma” w Warszawie, premiera 15 kwietnia 2023 r., reż Wojciech Kępczyński[13]
- tik, tik... BUM! – Teatr Muzyczny „Roma” w Warszawie, premiera 18 listopada 2023 r., reż Wojciech Kępczyński[14]
- Wicked (musical) – Teatr Muzyczny „Roma” w Warszawie, premiera 5 kwietnia 2025 r., reż Wojciech Kępczyński[15]

## Komiksy (tłumaczenia)
- 1992 – 2000: Komiks Gigant
- 1994 − 2000: Kaczor Donald

## Współpraca scenariuszowa
- 2007: Jasne błękitne okna – reż. Bogusław Linda[1][2]

## Inne
- 2013–2014: Żywe trupy - t. 1-2, 3-4, 5-6, słuchowisko; scenariusz i adaptacja dialogów na podstawie komiksu The Walking Dead Roberta Kirkmana.